# عرب تايمز (جريدة كويتية)
عرب تايمز أول صحيفة كويتية باللغة الإنجليزية.

## التاريخ
بدأت صحيفة عرب تايمز في عام 1977 عن دار السياسة الكويتية كصحيفة أسبوعية ثم تحولت إلى صحيفة يومية ولعبت دورا كبيرا في الكويت ومنطقة الخليج العربي. يقع المقر الرئيسي للصحيفة في الشويخ. في عام 2001 بلغ عدد النسخ المباعة 48,000 نسخة.
رئيس تحرير الصحيفة هو أحمد الجار الله.